# Radeon Rx 400
La série Radeon Rx 400 est une série de cartes graphiques développées par AMD. Ces cartes ont été les premières à être équipées des GPU Polaris, en utilisant le nouveau procédé de fabrication FinFET 14 nm, développé par Samsung Electronics et concédé sous licence à GlobalFoundries. La famille Polaris comprenait initialement deux nouvelles puces dans la famille Graphics Core Next (GCN) (Polaris 10 ou Ellesmere et Polaris 11 ou Baffin). Polaris implémente la 4e génération du jeu d'instructions Graphics Core Next et partage des points communs avec les microarchitectures GCN précédentes.

## Nommage
Le préfixe RX est utilisé pour les cartes qui offrent plus de 1,5 téraflops de performances et 80 Go/s de débit mémoire (avec compression de mémoire), et atteignent au moins 60 FPS à 1080p dans des jeux populaires tels que Dota 2 et League of Legends. Sinon, il sera omis. Comme les générations précédentes, le premier chiffre du nombre fait référence à la génération (4 dans ce cas) et le deuxième chiffre du nombre fait référence au niveau de la carte, qui est au nombre de six. Le niveau 4, le niveau le plus faible de la série 400, n’aura pas le préfixe RX et disposera d’un bus mémoire 64 bits. Les niveaux 5 et 6 auront à la fois des cartes préfixées RX et non préfixées RX, ce qui indique que bien qu’elles disposent toutes deux d’un bus mémoire 128 bits et soient destinées aux jeux 1080p, ces dernières n'atteindront pas 1,5 téraflops de performances. Les niveaux 7 et 8 auront chacun un bus mémoire 256 bits et seront commercialisés en tant que cartes 1440p. Le niveau le plus élevé, le niveau 9, comportera un bus mémoire supérieur à 256 bits et sera destiné aux jeux 4K. Enfin, le troisième chiffre indiquera si la carte est dans sa première ou deuxième révision avec un 0 ou un 5, respectivement. Par conséquent, par exemple, RX 460 indique que la carte a au moins 1,5 téraflops de performances, 100 Go/s de débit mémoire, dispose d’un bus mémoire de 128 bits et sera capable d’atteindre 60 FPS dans les jeux mentionnés précédemment en 1080p.

## Nouvelles fonctionnalités
Cette série est basée sur l’architecture GCN de quatrième génération. Elle comprend de nouveaux ordonnanceurs matériels, un nouvel accélérateur de rejet de primitive, un nouveau contrôleur d’affichage et un UVD (en) mis à jour qui peut décoder HEVC à des résolutions 4K à 60 images par seconde avec 10 bits par canal de couleur. Le 8 décembre 2016, AMD a publié les pilotes Crimson ReLive (version 16.12.1), qui permettent aux GPU GCN de prendre en charge l’accélération du décodage de VP9 jusqu’à 4K@60 Hz et de prendre en charge de Dolby Vision et HDR10,.

## Puces

### Polaris
Polaris 10 dispose de 2304 processeurs de flux répartis sur 36 unités de calcul (CU) et prend en charge jusqu’à 8 Go de mémoire GDDR5 sur une interface mémoire 256 bits. Le GPU remplace le segment Tonga de milieu de gamme de la gamme Radeon Rx 300. Selon AMD, leur objectif principal avec la conception de Polaris était l’efficacité énergétique : Polaris 10 était initialement prévu pour être une puce de milieu de gamme, devant équiper le RX 480, avec un TDP d’environ 110-135 W par rapport au TDP de 190 W de son prédécesseur R9 380. Malgré cela, la puce Polaris 10 devrait exécuter les derniers jeux DirectX 12 « à une résolution de 1440p avec une cadence stable de 60 images par seconde ».
Polaris 11, quant à lui, doit succéder au GPU « Curacao » qui équipe diverses cartes de bas à milieu de gamme. Il dispose de 1024 processeurs de flux sur 16 CU, couplés à jusqu’à 4 Go de mémoire GDDR5 sur une interface mémoire 128 bits,. Polaris 11 a un TDP de 75 W,.

## Produits
- Les normes d’affichage prises en charge sont : DisplayPort 1.4 HBR, HDMI 2.0b, couleur HDR10[18].
- Les formats DVI-D et DVI-I Dual-Link à des résolutions allant jusqu’à 4096×2304 sont également pris en charge, bien que les ports ne soient pas présents sur les cartes de référence.

### Cartes pour PC de bureau
| Modèle Radeon (nom de code) | Date de sortie & prix                        | Architecture & Fabrication | Nb. transistors & taille de puce | Coeur             | Coeur               | Fillrate       | Fillrate     | Puissance de calcul (GFLOPS) | Puissance de calcul (GFLOPS) | Mémoire     | Mémoire                | Mémoire              | Mémoire      | TBP (W) | Interface bus |
| Modèle Radeon (nom de code) | Date de sortie & prix                        | Architecture & Fabrication | Nb. transistors & taille de puce | Config            | Fréq. horloge (MHz) | Texture (GT/s) | Pixel (GP/s) | FP32                         | FP64                         | Taille (Go) | Type et largeur de bus | Fréq. horloge (MT/s) | Débit (Go/s) | TBP (W) | Interface bus |
| --------------------------- | -------------------------------------------- | -------------------------- | -------------------------------- | ----------------- | ------------------- | -------------- | ------------ | ---------------------------- | ---------------------------- | ----------- | ---------------------- | -------------------- | ------------ | ------- | ------------- |
| R5 430 (Oland Pro) ,        | 30 juin 2016 OEM                             | GCN 1 28 nm                | 1 040 × 106 90 mm2               | 384:24:8 6 CU     | 730 780             | 17.52 18.72    | 5.84 6.24    | 560 599                      | 37.4 40                      | 1 2         | DDR3 GDDR5 64 bits     | 1800 4500            | 28.8 36      | 50      | PCIe 3.0 ×8   |
| R5 435 (Oland) ,            | 30 juin 2016 OEM                             | GCN 1 28 nm                | 1 040 × 106 90 mm2               | 320:20:8 5 CU     | 1030                | 20.6           | 8.24         | 659                          | 41.2                         | 2           | DDR3 64 bits           | 2000                 | 16           | 50      | PCIe 3.0 ×8   |
| R7 430 (Oland Pro) ,        | 30 juin 2016 OEM                             | GCN 1 28 nm                | 1 040 × 106 90 mm2               | 384:24:8 6 CU     | 730 780             | 17.52 18.72    | 5.84 6.24    | 560 599                      | 37.4 40                      | 1 2 4       | DDR3 GDDR5 128 bits    | 1800 4500            | 28.8 72      | 50      | PCIe 3.0 ×8   |
| R7 435 (Oland) ,            | 30 juin 2016 OEM                             | GCN 1 28 nm                | 1 040 × 106 90 mm2               | 320:20:8 5 CU     | 920                 | 18.4           | 7.36         | 589                          | 36.8                         | 2           | DDR3 64 bits           | 2000                 | 16           | 50      | PCIe 3.0 ×8   |
| R7 450 (Cape Verde Pro) ,   | 30 juin 2016 OEM                             | GCN 1 28 nm                | 1 500 × 106 123 mm2              | 512:32:16 8 CU    | 1050                | 33.6           | 16.8         | 1075                         | 65.2                         | 2           | GDDR5 128 bits         | 4500                 | 72           | 65      | PCIe 3.0 ×16  |
| RX 455 (Bonaire Pro) ,      | 30 juin 2016 OEM                             | GCN 2 28 nm                | 2 080 × 106 160 mm2              | 768:48:16 12 CU   | 1050                | 50.4           | 16.8         | 1613                         | 100.8                        | 2           | GDDR5 128 bits         | 6500                 | 104          | 100     | PCIe 3.0 ×16  |
| RX 460 (Baffin) ,           | 8 août 2016 109 USD (2 GB) 139 USD (4 GB)    | GCN 4 GloFo 14LPP          | 3 000 × 106 123 mm2              | 896:56:16 14 CU   | 1090 1200           | 61 67.2        | 17.4 19.2    | 1953 2150                    | 122 132                      | 2 4         | GDDR5 128 bits         | 7000                 | 112          | < 75    | PCIe 3.0 ×8   |
| RX 470D (Ellesmere)         | 21 octobre 2016 CNY ¥1299 (Chine uniquement) | GCN 4 GloFo 14LPP          | 5 700 × 106 232 mm2              | 1792:112:32 28 CU | 926 1206            | 103.7 135.1    | 29.6 38.6    | 3319 4322                    | 207 270                      | 4           | GDDR5 256 bits         | 7000                 | 224          | 120     | PCIe 3.0 ×16  |
| RX 470 (Ellesmere Pro) ,    | 4 août 2016 179 USD                          | GCN 4 GloFo 14LPP          | 5 700 × 106 232 mm2              | 2048:128:32 32 CU | 926 1206            | 118.5 154.4    | 29.6 38.6    | 3793 4940                    | 237 309                      | 4 8         | GDDR5 256 bits         | 6600                 | 211          | 120     | PCIe 3.0 ×16  |
| RX 480 (Ellesmere XT) ,     | 29 juin 2016 199 USD (4 GB) 239 USD (8 GB)   | GCN 4 GloFo 14LPP          | 5 700 × 106 232 mm2              | 2304:144:32 36 CU | 1120 1266           | 161.3 182.3    | 35.8 40.5    | 5161 5834                    | 323 365                      | 4 8         | GDDR5 256 bits         | 7000 8000            | 224 256      | 150     | PCIe 3.0 ×16  |

1. 1 2 3  Les valeurs Boost (si disponibles) sont indiquées en italiques sous la valeur de base.
2. ↑  Le taux de remplissage des textures est calculé en multipliant le nombre de Texture Mapping Units (TMU) par la fréquence d'horloge de base (ou de boost) du coeur.
3. ↑  Le taux de remplissage des pixels est calculé en multipliant le nombre de Render Output Units (ROP) par la fréquence d'horloge de base (ou de boost) du coeur.
4. ↑  La puissance de calcul en virgule flottante est calculée à partir de la fréquence d'horloge de base (ou de boost) du coeur sur la base d'une opération FMA.
5. ↑  Nb. shaders unifiés : Nb. TMU : Nb. ROP et Nb. Compute units (CU)
6. ↑  Le procédé FinFET 14LPP 14 nm de GlobalFoundries provient de Samsung Electronics[réf. nécessaire]